# Маракана (район)
Маракана (порт. Maracanã) — міський район, розташований в Північній Зоні Ріо-де-Жанейро. В цьому районі розташовані Стадіон Маракана та Жіназіу-ду-Мараканазінью. Маракана межує з районами Праса-да-Бандейра, Тіжука і Віла-Ісабел. Населення району оцінюють у 27 319 мешканців, згідно з переписом 2000 року.

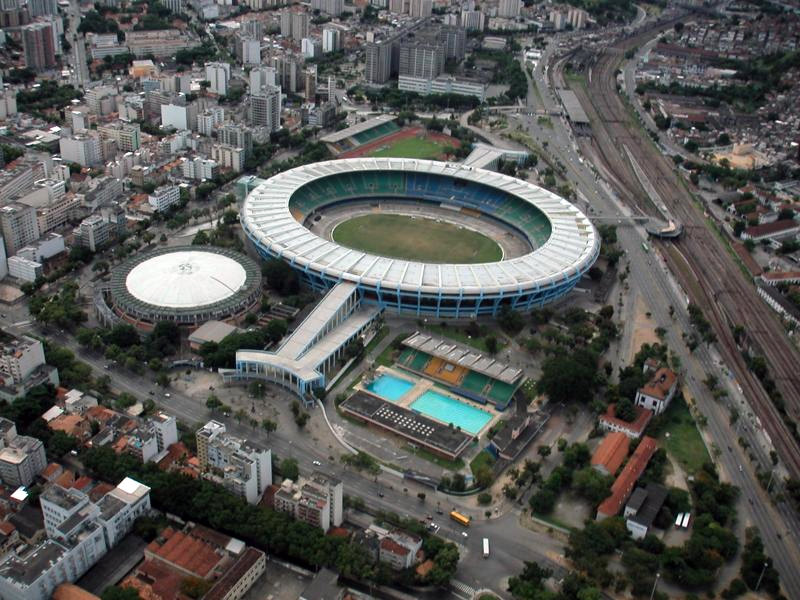
Стадіон Маракана

Район відомий своїми спортивними традиціями. Крім стадіону Маракана, також тут розташований відомий дербі-клуб, побудований в 1885 році за проектом архітектора Андре Густаву Паулу ді Фронтіна. Навколо стадіону Маракана проходить велосипедна доріжка, Espaço Mané Garrincha, названа іменем футболіста Гаррінші.
У цьому районі розташований Університет штату Ріо-де-Жанейро (UERJ), один з головних університетів штату. Крім того, тут знаходяться такі інститути як Федеральний центр технологічної освіти Селсо Сукова (Centro Federal de Educação Tecnológico Celso Suckow, CEFET) і Політехнічна школа (Escola Politécnica) — обидва є вищими навчальними закладами, що готують технічних спеціалістів. На вулиці Сан-Франсиско-Шавьєр (São Francisco Xavier) розташовані дві школи, Педру II і Колежіу-Мілітар.
Район перетинає його головна вулиця — проспект Маракана, що з'єднує Маракану з районом Тіжука. Іншими важливими вулицями є проспект Президента Кастелу Бранку і вулиця Сан-Франсиско-Шавьєр.